# Improphantes pamiricus
Improphantes pamiricus är en spindelart som först beskrevs av Andrei V. Tanasevitch 1989.  Improphantes pamiricus ingår i släktet Improphantes och familjen täckvävarspindlar. Inga underarter finns listade i Catalogue of Life.